# Sinchula
Sinchula és una serralada del districte de Jalpaiguri a Bengala Occidental a la frontera entre aquest estat i Bhutan. L'altura oscil·la entre 1200 i 1800 metres. El cim més alt és el Renigango, a 1929 metres. Des de Chota Sinchula es domina una àmplia vista dels duars. Hi corren nombrosos rius i rierols.